# Farmàcia Alguer
La Farmàcia Alguer és un edifici modernista del municipi de Castellar del Vallès (Vallès Occidental). És una obra inclosa en l'Inventari del Patrimoni Arquitectònic de Catalunya.

## Descripció
És un edifici de planta rectangular concebut sota les premisses modernistes. Avui dia manca la planta inferior que ha estat modificada, aquesta era la zona destinada a la farmàcia del Sr. Alguer, de la qual tenim documents fotogràfics de l'època conservats a l'Arxiu d'Història de Castellar del Vallès. Del pis, que conserva l'estructura original, destaca el balcó, que es converteix en l'única obertura del mur; la zona de la llinda concentra la decoració en la que s'han utilitzat motius florals marcant unes línies ondulants típicament modernistes. El mur presenta una ornamentació en estuc dibuixant uns carreus.
L'acabament de la façana, de forma ondulada, està emmarcat per dos pinacles que repeteixen els motius vegetals i utilitza també ceràmica vidriada irregular policromada. La part de la façana desapareguda també presentava una sola obertura, la porta, que juntament amb el balcó marcaven l'eix de simetria de l'edifici. Aquesta façana és dividida en dues parts : el sòcol i el mur portant carreus sobresortints a partir de l'estuc, imitant blocs de pedra picada. Sobre la porta i seguint les dimensions de la balconada, se situava el rètol anunciador de l'establiment en el que s'utilitzaren lletres de disseny modernista. Finalment destacar el treball de fusteria de la porta també sota les directrius modernistes presenta en tot l'edifici.

## Història
Edifici originalment destinat a farmàcia, que fou propietat del Sr. Alguer. Posteriorment, i ja modificada la planta inferior, es llogà a la Caixa de Sabadell que instal·là la seva seu a Castellar, anys després fou traslladada a la Carretera de Sentmenat, a un edifici de nova planta.